# Lucy's zanger
De Lucy's zanger (Leiothlypis luciae; synoniem: Vermivora luciae) is een zangvogel uit de familie Parulidae (Amerikaanse zangers).

## Verspreiding en leefgebied
Deze soort komt voor van de zuidwestelijke Verenigde Staten tot noordoostelijk Baja California en noordoostelijk Sonora en overwintert in zuidwestelijk Mexico.